# احمد عظیمی
احمد عظیمی (زادهٔ ۱۳۳۳ در آباده) نمایندهٔ حوزهٔ انتخابیهٔ شیراز در دورهٔ ششم مجلس شورای اسلامی بوده‌است.